# Cryptomycota
Die Einteilung der Lebewesen in Systematiken ist kontinuierlicher Gegenstand der Forschung. So existieren neben- und nacheinander verschiedene systematische Klassifikationen. 
Das hier behandelte Taxon ist durch neue Forschungen obsolet geworden oder ist aus anderen Gründen nicht Teil der in der deutschsprachigen Wikipedia dargestellten Systematik.
Cryptomycota (mit crypto – verborgen und mycota – Pilze) ist eine vorgeschlagene Bezeichnung für eine basale Gruppe der Pilze (Fungi), die die Schwestergruppe zu allen anderen Pilzen darstellen sollte.

## Merkmale
Im Gegensatz zu den Pilzen konnten für Cryptomycota bisher keine Chitin- und Cellulose-haltigen Zellwände nachgewiesen werden. Die bisher identifizierten Zellen sind 3 bis 5 µm lange, eiförmige Zellen, die als bewegliche Zoosporen ein Flagellum besitzen oder als flagellenlose Zellen an anderen Zellen wie Kieselalgen sitzen oder als freie, flagellenlose Formen möglicherweise Dauerformen (Zysten) darstellen. Wie genau diese Formen in einem Lebenszyklus zusammenhängen und ob weitere Formen existieren, ist derzeit unbekannt.

## Taxonomie und Systematik
Die Gruppe wurde mit Hilfe von Sequenzanalysen ribosomaler DNA identifiziert. Die einzige beschriebene Gattung innerhalb der Cryptomycota ist der parasitische Pilz Rozella. Da andere Cryptomycota bisher noch nicht in Kultur angezogen wurden, stammen alle Erkenntnisse über sie aus Analysen an aus der Natur gewonnenen Proben. Den Cryptomycota zuzuordnende DNA-Sequenzen wurden in wässrigen Proben aus verschiedenen Quellen gefunden, darunter marine Sedimente, Süßwasser, schweflige Quellen und Erdboden.
Nach Adl 2012 entfällt die Gruppe. Die Gattung Rozella bildet dort ein Untertaxon der Nucletmycea und ist nicht in die Pilze einzugliedern. Nach Adl 2019 gehört die Gruppe zu den Pilzen unter dem Taxon Rozellida.

## Nachweise
1. 1 2  
Meredith D. M. Jones, Irene Forn, Catarina Gadelha, Martin J. Egan1, David Bass, Ramon Massana, Thomas A. Richards: Discovery of novel intermediate forms redefines the fungal tree of life. In: Nature. 2011, doi:10.1038/nature09984 (englisch, Volltext [PDF]).
2. ↑  
Adl, S. M., Simpson, A. G. B., Lane, C. E., Lukeš, J., Bass, D., Bowser, S. S., Brown, M. W., Burki, F., Dunthorn, M., Hampl, V., Heiss, A., Hoppenrath, M., Lara, E., le Gall, L., Lynn, D. H., McManus, H., Mitchell, E. A. D., Mozley-Stanridge, S. E., Parfrey, L. W., Pawlowski, J., Rueckert, S., Shadwick, L., Schoch, C. L., Smirnov, A. and Spiegel, F. W.: The Revised Classification of Eukaryotes. In: Journal of Eukaryotic Microbiology. Band 59, Nr. 3, 28. September 2012, S. 429–514, doi:10.1111/j.1550-7408.2012.00644.x (englisch).
3. ↑  Adl SM, Bass D, Lane CE, Lukeš J, Schoch CL, Smirnov A, Agatha S, Berney C, Brown MW, Burki F, Cárdenas P, Čepička I, Chistyakova L, Del Campo J, Dunthorn M, Edvardsen B, Eglit Y, Guillou L, Hampl V, Heiss AA, Hoppenrath M, James TY, Karnkowska A, Karpov S, Kim E, Kolisko M, Kudryavtsev A, Lahr DJG, Lara E, Le Gall L, Lynn DH, Mann DG, Massana R, Mitchell EAD, Morrow C, Park JS, Pawlowski JW, Powell MJ, Richter DJ, Rueckert S, Shadwick L, Shimano S, Spiegel FW, Torruella G, Youssef N, Zlatogursky V, Zhang Q: Revisions to the Classification, Nomenclature, and Diversity of Eukaryotes. In: J Eukaryot Microbiol. 66. Jahrgang, Nr. 1, 19. Januar 2019, S. 4–119, doi:10.1111/jeu.12691, PMID 30257078, PMC 6492006 (freier Volltext) – (englisch).